# Aesopus chrysalloideus
Aesopus chrysalloideus är en snäckart som först beskrevs av Carpenter 1864.  Aesopus chrysalloideus ingår i släktet Aesopus och familjen Columbellidae. Inga underarter finns listade i Catalogue of Life.